# Mathias von Schönerer

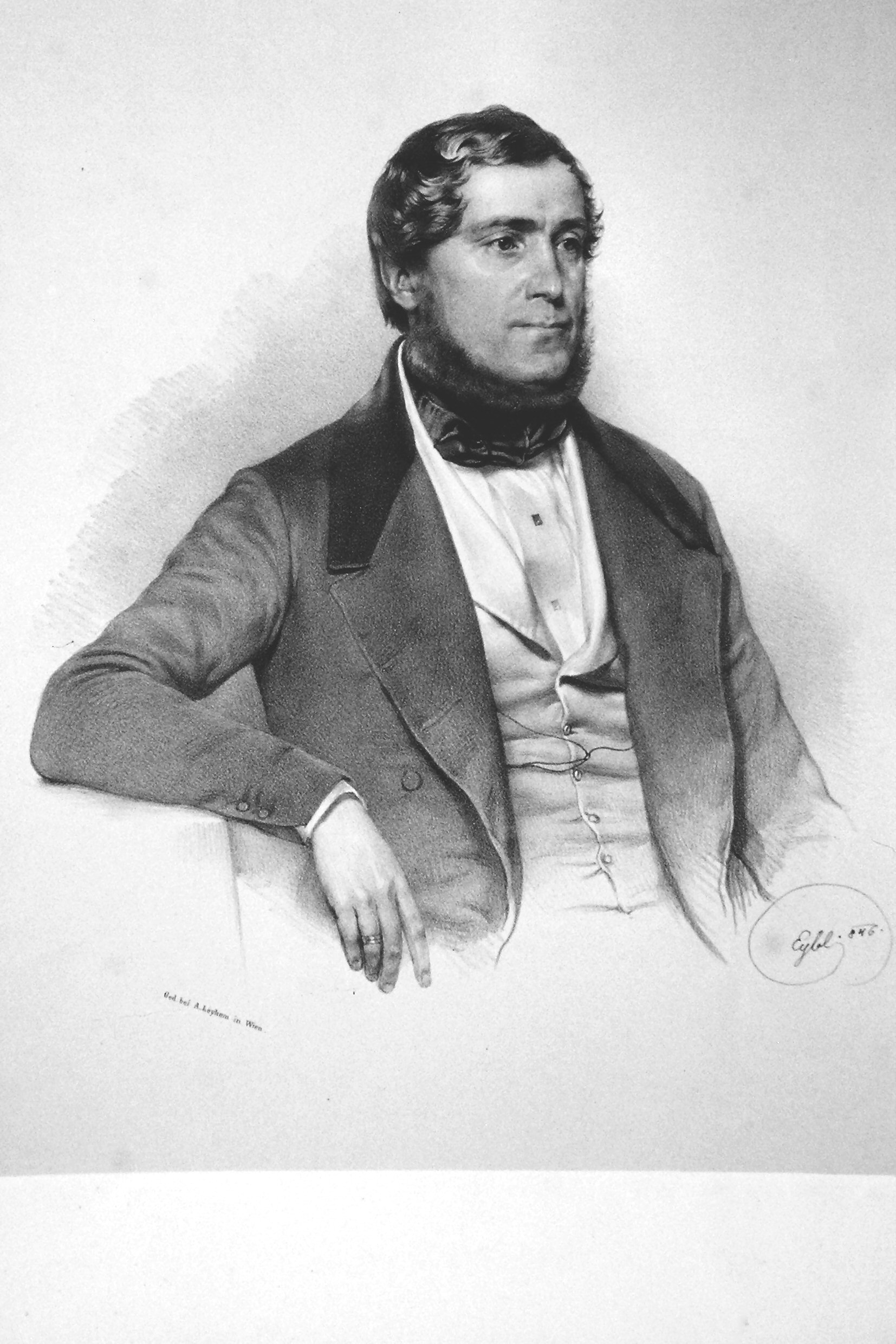
Mathias Schönerer, Lithographie von Franz Eybl, 1846

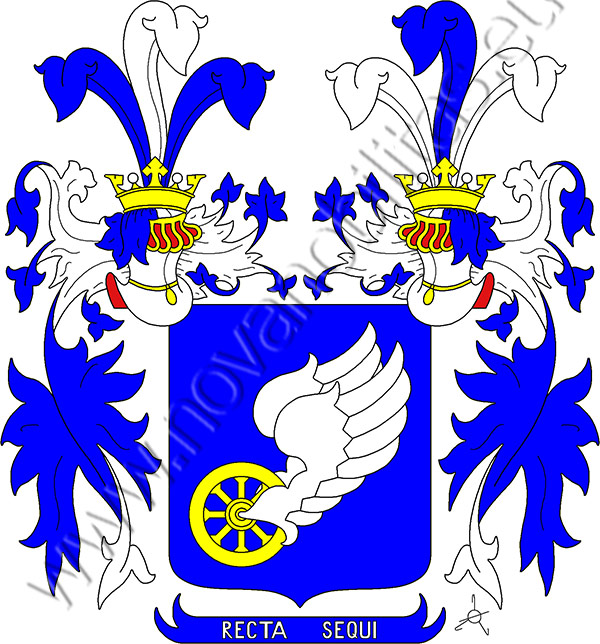
Wappen der Familie von Schönerer

Mathias Schönerer (seit 1860 Ritter von Schönerer; * 9. Jänner 1807 in Wien; † 30. Oktober 1881 ebenda) war einer der bedeutendsten Eisenbahningenieure Österreichs. Er war der Erbauer der Südrampe der Pferdebahnstrecke Linz – Budweis und deren Verlängerung bis Gmunden am Traunsee. Anschließend war er für den Bau der Südbahn von Wien bis Gloggnitz, der Ostbahn bis Bruck an der Leitha und die Laxenburger Bahn zuständig.

## Leben und Wirken
Der Sohn eines Malers und Anstreichers studierte nach Absolvierung des Realgymnasiums in den Jahren 1822–1824 ein Studium der Physik, Höheren Mathematik, praktischen Geometrie und Zeichnen geometrischer Pläne am Polytechnikum Wien, u. a. bei Franz Anton von Gerstner.
Gerstner zog seinen begabten Schüler auch zum von ihm geplanten Bau der Pferdebahnstrecke Linz – Budweis bei, wobei es jedoch bald zu Differenzen und offener Ablehnung kam. Nachdem Gerstner – vermutlich durch Mitwirkung Schönerers – im Jahr 1828 entlassen worden war, vollendete der noch sehr junge Ingenieur bis 1836 trotz finanzieller und technischer Schwierigkeiten die erste Eisenbahn Kontinentaleuropas, die von Budweis über Linz nach Gmunden führte. Hierbei verließ er jedoch auf der Südrampe die von Gerstner vorgezogenen sanften Steigungen zu Gunsten einer billigeren, kürzeren und steileren Trasse, die jedoch einen späteren Lokomotivbetrieb ausschloss.
Er war Bau- und Betriebsdirektor der von Georg Simon von Sina gegründeten Wien-Raaber-Bahn (WRB) (bzw. Wien-Gloggnitzer Bahn (WGB)) und plante im Zuge dessen die Strecken der heutigen Südbahn bis Gloggnitz, der Ostbahn bis Győr und Új-Szőny sowie der Bahnstrecke Wiener Neustadt–Ödenburg. 1837 trat er eine einjährige Studienreise in die USA an und brachte die Lokomotive Philadelphia als Muster für den heimischen Lokomotivbau aus Amerika mit. Nach seiner Rückkehr gründete Schönerer 1839 die Reparaturwerkstätte der WGB, die spätere Lokomotivfabrik der StEG. Zugleich konzipierte er unmittelbar daneben die beiden identischen Bahnhofsanlagen des Gloggnitzer Bahnhofs und Raaber Bahnhofs.
Im Jahr 1841 war er im Zuge des Baus der Südbahn für den Bau des ersten österreichischen Eisenbahntunnels (156 m) bei Gumpoldskirchen, den sogenannten „Busserltunnel“ verantwortlich, dessen Nordportal auch Schönerers Motto „Recta sequi“ („Folge der Geraden“) in großen Antiqua-Lettern trägt.
Während des Kriegs 1848/49 organisierte er die ersten in der Monarchie per Bahn durchgeführten Militärtransporte. Bereits 1839 trat der vehemente Befürworter des Baus der Semmeringbahn mit einer eigenen Trassierungsvariante in Erscheinung. Als dann die Bahn nach den Planungen Carl Ghegas errichtet wurde, war Schönerer als Bauunternehmer daran beteiligt.
Ab 1856 gehörte er dem Verwaltungsrat der Kaiserin Elisabeth-Bahn und ab 1867 dem der Kaiser-Franz-Josephs-Bahn an, zu dessen Konzessionären er 1864 auch gehörte. Er wirkte als Sachverständiger für die Wiener Wasserversorgung und war 1861/62 Mitglied des Wiener Gemeinderates. Sein im Zuge dessen vorgelegter Plan zum Bau der Wiener Ringstraße stieß jedoch seitens des Militärs auf Ablehnung.
Für seine Verdienste um den Eisenbahnbau wurde Schönerer am 16. Dezember 1860 von Kaiser Franz Joseph I. in den erblichen Ritterstand erhoben.
1868 erwarb der durch geschickte Finanzpolitik zu Wohlstand gekommene Schönerer das Schloss Rosenau im Waldviertel. Er spendete testamentarisch 100.000 Gulden für wohltätige Zwecke.

## Familie
Mathias Schönerer war der Vater des deutschnationalen Politikers Georg von Schönerer und der Schauspielerin Alexandrine von Schönerer sowie Schwiegervater des Malers Heinrich von Angeli.

## Würdigung
- Im Jahr 1938 wurde in Wien Rudolfsheim-Fünfhaus (15. Bezirk) die Matthias-Schönerer-Gasse nach ihm benannt.
- In Oberösterreich tragen die Mathias-Schönerer-Straße in Wels und der Mathias-Schönerer-Weg in Unterweitersdorf seinen Namen.